# Lena (namn)

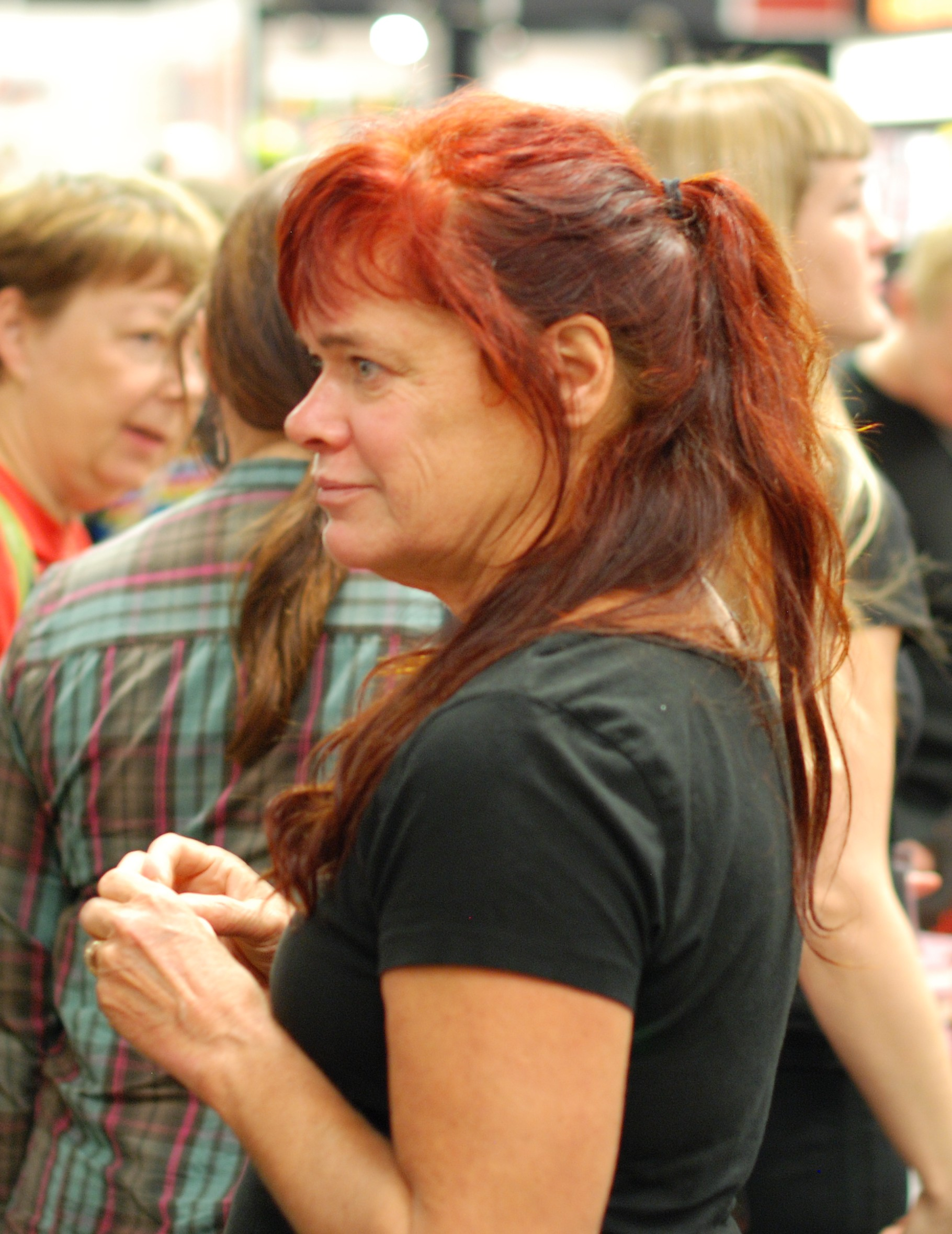
Lena Ackebo, 2010.

Lena är ett kvinnonamn som har förekommit i Sverige under minst 600 år. Lena kan uppfattas som en kortform av Magdalena eller Helena. Båda namnen är grekiska; Helena (ursprungligen Elena) betyder 'fackla' och Magdalena betyder 'kvinna från Magdala'. Magdala är en by vid Gennesarets sjö. Andra betydelser av namnet än de ovannämnda finns. Namnet förekommer också i dubbelnamn som till exempel Anna-Lena. Den finska formen av namnet är Leena.
Det äldsta belägget i Sverige är från år 1481.
Namnet var ganska vanligt på 1950-talet, men ligger just nu[när?] nedanför 200-strecket på topplistan. Den 31 december 2009 fanns det totalt 82 903 personer i Sverige med namnet Lena, varav 57 625 med det som förstanamn/tilltalsnamn.
Namnsdag i Sverige: 18 augusti, tillsammans med Ellen, (1986–1992: 28 september). I den finlandssvenska namnsdagslängden har Lena namnsdag 22 juli sedan 1964.

## Kända personer med namnet Lena
- Lena Ackebo, serietecknare
- Lena Adelsohn Liljeroth, journalist och politiker (M)
- Lena Adler (1941–2023), gymnast
- Lena Anderson, barnboksförfattare
- Lena Andersson, sångerska
- Lena Andersson, författare
- Lena Bergman (född 1943), skådespelare
- Lena Bergman (född 1962), skådespelare
- Lena-Pia Bernhardsson (född 1945), skådespelare
- Lena Carlzon-Lundbäck, längdskidåkare
- Lena Cronqvist, målare, grafiker och skulptör
- Lena Einhorn, läkare, författare och regissör
- Lena Endre, skådespelare
- Lena Ericsson (född 1952), sångare, musikalartist och skådespelare
- Lena B. Eriksson, skådespelare
- Anna-Lena Fritzon, längdskidåkare, skidskytt och triathlet
- Lena Gester (1944–1980), skådespelare
- Lena Granhagen (född 1938), skådespelare
- Lena Gustafsson, forskare i bioteknik
- Lena Hallengren, politiker (S)
- Lena Hansson (1944–2016), skådespelare, revyartist och sångare
- Lena T. Hansson, skådespelare och regissör
- Lena Hjelm-Wallén, politiker (S)
- Lena Horne, amerikansk sångerska
- Lena Häll Eriksson, ämbetsman
- Lena Josefsson (1956–2020), dansare och koreograf
- Lena Katina, rysk sångerska
- Lena Larsson, inredningsarkitekt, författare
- Leena Lehtolainen, finländsk författare
- Lena Linderholm, målare, grafiker, författare och företagare
- Anna-Lena Löfgren, sångerska
- Lena Mellin, journalist
- Lena Meyer-Landrut, tysk sångerska
- Lena Möller, friidrottare
- Lena B. Nilsson, skådespelare
- Lena Nyman, skådespelare
- Lena Olin, skådespelare
- Lena Philipsson, artist, låtskrivare, skådespelare och programledare
- Lena Sommestad, politiker (S)
- Lena Strömdahl, skådespelare
- Lena Sulkanen, bowlare, VM-guld 1983
- Lena Svedberg, tecknare, målare och illustratör
- Lena Söderblom, skådespelare och regissör
- Lena Willemark, sångare, riksspelman och kompositör